# .270 Winchester
El .270 Winchester es uno de los cartuchos metálicos de caza mayor más populares del mundo, el cual fue desarrollado por la Winchester Repeating Arms Company en 1923 y se estrenó en 1925 como alternativa para su fusil de cerrojo Winchester Modelo 54.
El cartucho fue concebido específicamente para fines de caza, y está basado en el casquillo del .30-03 Springfield, el que se modificó para alojar un proyectil de.277 pulgadas (6,8 milímetros). El peso de proyectil más usado en el .270 Winchester es el de 130 granos y cuando se le carga con una bala de expansión controlada que fragmenta, este cartucho ofrece un desempeño terminal devastador en especies de tamaño mediano a distancias considerables.

## Historia

### Inicios
En 1925, Winchester lanzó al mercado el .270 Winchester, inicialmente nombrado .270 WCF (Winchester Centerfire). Probablemente se desarrolló usando el casquillo del 30-03 Springfield, aunque se le considera un derivado del.30-06 Springfield, al que se le ajustó el cuello para alojar un proyectil calibre.277" (7 mm), ofreciendo la posibilidad de disparar proyectiles de menor peso pero con mayores densidades seccionales, traduciéndose en trayectorias más templadas y comparables con las del .300 Holland & Holland Magnum, el primer .300 Magnum comercial, que fue introducido al mercado en el mismo año.
El .270 Winchester se demoró algunos años en alcanzar la popularidad de la que goza actualmente debido a la entonces reciente popularidad del 30-06 Springfield, a la disponibilidad de los rifles de cerrojo Springfield en los Estados Unidos. producto de la Primera Guerra Mundial, a la popularidad de las carabinas con mecanismo de palanca y a la falta de promoción en las publicaciones de entonces. Además, el .270 Winchester era considerado algo pequeño para la caza mayor y la velocidad que generaba podía causar problemas de penetración debido a las deficiencias en la construcción de los proyectiles en la época.
Sin embargo, a medida que las miras telescópicas ganaron más aceptación entre cazadores, el .270 Winchester empezó a ubicarse entre los preferidos por cazadores de todo el mundo que supieron aprovechar las ventajas de una trayectoria más plana producto de la alta velocidad de salida que genera con un proyectil spitzer de .130 granos.

### Popularidad
El .270 Winchester se volvió un cartucho muy popular debido a las positivas reseñas del escritor Jack O' Connor, que lo utilizó y promovió durante cuarenta años, resaltando sus méritos en las páginas de la revista Outdoor Life, logrando así despejar las dudas entre los cazadores que lo consideraban insuficiente, algunos influenciados por detractores como Elmer Keith, quien los consideraba adecuado para cazar coyotes. Jack O'Connor demostró la efectividad del .270 Winchester abatiendo efectivamente diferentes especies de caza mayor en Norteamérica a diferentes distancias; desde el venado Coues hasta Alces.
A nivel internacional, los fabricantes de armas ofrecen ahora todas las variedades de fusiles para disparar este cartucho: de cerrojo, monotiro, de palanca, de corredera, semiautomáticos, entre muchos otros, e incluso unos cuantos fusiles dobles.

## Características
El diseño del casquillo es en forma de botella y no tiene anillo en la base. Ofrece una trayectoria plana y un alta velocidad de salida con los diferentes pesos de bala con los que se comercializa, que permiten realizar tiros largos, contando con la energía suficiente para abatir presas de tamaño mediano como venados de cola blanca, ciervo mulo o cabras, corderos, rebecos e íbices, de manera efectiva y ética, además de la posibilidad de ser recamarado en rifles de mecanismo de longitud estándar, y generando un retroceso manejable para la mayoría de cazadores de diferentes contexturas. Estos atributos lo vuelven adecuado para cazar en zonas de montaña y campo abierto, El .270 Winchester, con un siglo de existencia, se ha convertido en uno de los calibres de caza mayor más populares en el mundo.
Inicialmente los cartuchos comerciales eran cargados para impulsar un proyectil de 8,4 g (130 granos) a una velocidad de salida de aproximadamente 960 m/s (3160 pies/segundo) de la boca de un cañón de 24 pulgadas.
Debido al éxito logrado a los pocos años de su introducción para la caza mayor a distancias considerables (entre 300 y 500 yardas), pronto se introdujeron dos pesos de balas adicionales: una de 6,5 g (100 granos) y punta hueca para cazar alimañas, y una de 9,7 g (150 granos) que cuentan con una mayor densidad seccional, haciéndolos más adecuados para cazar cérvidos grandes, como wapiti,ciervo rojo, y alces.

### Competidores
Si bien actualmente el 6.5mm Creedmoor lo ha desplazado en popularidad, el .270 Winchester es balísticamente superior para efectos cinegéticos, ofreciendo una trayectoria más plana a distancias prácticas de cacería, así como mayor pegada y más velocidad. Otros competidores que recientemente han sido introducidos al mercado incluyen el .277 Fury, desarrollado por Sig Sauer, el 27 Nosler, y el 6.8 Western desarrollado por Browning y Winchester. Este último concebido para disparar proyectiles de mayor peso y coeficiente balístico, que si bien ofrecen ventajas para tiro de largo alcance, en condiciones de caza deportiva no ofrecen ventajas tangibles.

## Performance
Los proyectiles usualmente disponibles y que pueden ser estabilizado por los cañones de paso 1:10, van desde 6,5 g hasta 10,4 g (100 a 160 granos), siendo las más populares siendo las de 8,4 g y 9,7 g (130 y 150 granos). Los tiradores que recargan sus cartuchos tienen una mayor gama de opciones al estar disponibles balas de distintos pesos, de van desde 5,8 g a 11,7 g (90 a 180 granos). Los pesos de bala usualmente recomendados para cazar diversas piezas son los siguientes:
- Balas de 90-110 granos: desde animales más pequeños que un coyote hasta cérvidos pequeños.
- Balas de130 granos: antílopes, cabras y otros animales de hasta el tamaño de un ciervo mula.
- Balas de 140–165 granos: ciervo, uapití, alce y algunos animales más grandes.[1]

Centrando a 300 yardas (270 m), se logra aprovechar su trayectoria plana al máximo para poder abatir presas de tamaño mediano. De esta manera el proyectil subirá 1.5 pulgadas a 50 yardas, 3 pulgadas a 100 yardas, llegando a subir unas 4 pulgadas a 150 yardas antes de empezar a caer. A las 250 yardas el proyectil estará unas 3 pulgadas encima del punto de impacto. A las 400 yardas (360 m) estará unas 10 pulgadas abajo del punto de impacto. Haciéndolo comparable con calibres mayores como el 7mm Remington Magnum o el .300 Winchester Magnum para efectos de máxima trayectoria plana para presas de tamaño mediano.
Aunque es cierto que el casquillo de un .270 Winchester puede crearse a partir de un casquillo de .30-06 Springfield, la longitud del casquillo del .30-06 Springfield es de 63,3 mm, mientras que la del casquillo de un .270 Winchester es de 64,5 mm, la misma que la del casquillo de un .30-03 Springfield. Es recomendable que los casquillos de.270 Winchester sean creados a partir de casquillos de .35 Whelen o .280 Remington.

## Uso deportivo
El .270 Winchester ha sido un cartucho exclusivamente usado para fines cinegéticos, no gozando la misma popularidad entre tiradores deportivo, debido a que los productores de munición se han enfocado en desarrollar munición para caza más no para competencias de tiro deportivo.
Siendo una excelente opción para la caza mayor de especies más ligeras, como, por ejemplo el venado de cola blanca, el ciervo mulo, cabras, carneros, rebecos, en terrenos que pueden exigir tiros largos, como es la caza de montaña y en pampas, ya que con una velocidad de salida de la boca del cañón a 3060 pies/segundo y centrado para tocar 3 pulgadas arriba del blanco a 90 m, permite al cazador disparar sin tener que pensar en la caída de la bala para abatir a un animal de tamaño mediano hasta casi los 300 m, distancia a la que habrá caído solo unas 4 pulgadas aproximadamente.
Debido a que el retroceso es relativamente ligero, permite al cazador disparar de manera precisa con confianza. Además permite también ser usado en rifles con cañones de menos de 24 pulgadas sin perder tanta velocidad, volviéndolo más ligero y fácil de manipular en terrenos escarpados y montosos.
Con proyectiles adecuados el .270 Winchester también puede ser usado para cazar animales más grandes como el ciervo rojo, el wapiti o incluso alces y antílopes grandes como el Eland o el Sable, de manera eficaz. Sin embargo, es en la caza de cérvidos de tamaño mediano, ovejas y cabras en terrenos montañosos o en campo abierto es cuando realmente se luce, siendo capaz de replicar la performance de calibres magnum, con las ventajas que ofrece un cartucho estándar.